# Осинки (Вязниковский район)
Осинки — деревня в Вязниковском районе Владимирской области России, входит в состав Сарыевского сельского поселения.

## География
Деревня расположена на берегу реки Тара в 9 км на северо-запад от центра поселения села Сарыево и в 36 км на северо-запад от райцентра города Вязники.

## История
В конце XIX — начале XX века деревня входила в состав Сарыевской волости Вязниковского уезда. В 1859 году в деревне числилось 18 дворов, в 1905 году — 19 дворов, в 1926 году — 29 дворов.
С 1929 года деревня являлась центром Осинковского сельсовета Вязниковского района, с 2005 года — в составе Сарыевского сельского поселения.

## Население
| 1859 | 1905 | 1926 | 2002 | 2010 | 2021 |
| ---- | ---- | ---- | ---- | ---- | ---- |
| 127  | ↘63  | ↗214 | ↘0   | ↗312 | ↘236 |

## Инфраструктура
В деревне находятся Осинковская основная общеобразовательная школа (построена в 1972 году), фельдшерско-акушерский пункт, отделение федеральной почтовой связи.